# ¡Señoras y señores!
¡Señoras y señores! fue un programa de música y variedades emitido por Televisión Española en dos etapas entre los años 1974 y 1975. Dirigido por Valerio Lazarov y José María Quero, lanzó a la fama a cantantes y actrices como Victoria Vera, Ángela Carrasco, Norma Duval o María José Cantudo. 

## Formato
Consistía en un espectáculo con actuaciones musicales, humor y variedades, que se emitía los sábados por la noche, y estaba realizado por el rumano Valerio Lazarov y por José María Quero, que se alternaban semanalmente al frente del programa, de una forma similar a como ya lo hicieran anteriormente el propio Lazarov y Fernando García de la Vega con Pasaporte a Dublín (1970). Cada realizador, respetando la estructura básica del formato, hacía un programa prácticamente diferente en la forma, cada uno con su propio equipo completo independiente, tanto de presentadores y ballet como de producción y realización. Se emitió en blanco y negro en su primera etapa, en 1974, para pasar a emitirse en color a finales de 1974, al principio solo los programas de Lazarov, alternándose durante algunas semanas el blanco y negro con el color. 
En la noche del 31 de diciembre de 1974 al 1 de enero de 1975, la tradicional gala de Nochevieja de Televisión Española consistió en una edición especial de ¡Señoras y señores! de larga duración producida por Lazarov y con muchos más invitados, con Tom Jones y Engelbert Humperdinck como máximas estrellas, que constituyó la primera emisión en color del programa, y fue la primera gala de Nochevieja de Televisión Española emitida en color. 
El programa se despidió con 2 programas, uno emitido el 15 de marzo de 1975 con un resumen de los mejores momentos de los programas realizados por Valerio Lazarov y otro el 29 de marzo con los mejores momentos de los programas realizados por José María Quero.
Su sustituto en las noches de los sábados fue Directisimo.

### Versión de José María Quero
La versión de José María Quero seguía un formato y realización clásica con encuadres normalmente estáticos y movimientos de cámara suaves y tradicionales. Estaba presentada primero por Fiorella Faltoyano y Mario Clavell. Unas semanas después, quedó Fiorella en solitario a cargo de la presentación. En esta versión, la presentadora realizaba sus presentaciones de forma sobria y tradicional, aunque intercalándolas con sketches variados. Los bailarines que participaban en esta versión, que no eran el Ballet Zoom de la versión de Lazarov, realizaban coreografías de Jean Guellis y Alain Le Bihan, unas coreografías temáticas intercaladas entre las actuaciones de los artistas en las que a veces participaba la presentadora, y que se hacían en decorados más elaborados que en la versión de Lazarov. En estos decorados también se hacían las actuaciones de los artistas invitados, y el programa transcurría de forma continua, sin secciones diferenciadas fijas como en la versión de Lazarov. La sintonía en esta versión era obra de Jesús Glück.

### Versión de Lazarov
La versión de Valerio Lazarov tenía un formato vanguardista habitual en el resto de la obra del realizador rumano. La presentación corría a cargo de dos presentadoras y tres azafatas que fueron rotando con el tiempo. En la primera temporada, las presentadoras fueron Victoria Vera y Sharin, y las azafatas fueron Ángela Carrasco, Norma Duval y Carmen Platero. En la segunda temporada, Ángela Carrasco ascendió a presentadora y la acompañó en un primer momento Blanca Estrada y después María José Cantudo, siendo las azafatas para toda la temporada Mayte Calvo, Sally y Sonia Arenas. En los últimos meses, tras abandonar el programa Carrasco y Cantudo, fueron sustituidas por Pilar Velázquez y María Salerno. Las presentadoras se encargaban de introducir a los artistas, siempre cantando, mientras que las azafatas presentaban algunas secciones de la misma forma. En todo momento, fueron acompañadas por el Ballet Zoom que realizaba durante las actuaciones coreografías de Don Lurio en las que participaban también azafatas y presentadoras.
La realización contrastaba con la de Quero al realizarse en decorados diáfanos y casi vacíos cuya sencillez se compensaba con multitud de efectos especiales o, desde la llegada del color, del chroma key, dando a cada actuación un aspecto de videoclip, con el estilo habitual surrealista de Lazarov y el uso intensivo de movimientos rápidos de cámara, montajes frenéticos y el zoom, que provocó quejas de algunos espectadores que decían marearse al ver el programa. Las sintonías principal y de las secciones eran obra de Augusto Algueró.
El programa en versión de Lazarov constaba de cuatro secciones. La primera se titulaba «Nuestro chef», y en ella las presentadoras iban presentando uno por uno a todos los artistas que actuarían esa noche como si fueran platos de un menú culinario. Por ejemplo, para presentar a Las Grecas, utilizaban la frase De primero, un entrante con sabor andaluz de gazpacho, Las Grecas. Después, el artista interpretaba un fragmento de una de las canciones más conocidas de su repertorio a modo de tarjeta de presentación antes de las actuaciones posteriores. La segunda sección se titulaba «El rastro musical», y en ella los artistas interpretaban un popurrí de canciones de su repertorio. La tercera sección se titulaba «Una canción para su fotografía». En ella, los espectadores enviaban al programa una foto personal que mostraba el programa, y a cambio al espectador se le dedicaba una canción de uno de los artistas invitados. Por último, estaba la cuarta sección, «Apoteosis», en la que un artista especial se convertía en el maestro de ceremonias, interpretando varias canciones completas de su repertorio y a la vez presentaba actuaciones de los restantes artistas.

## Artistas invitados
A lo largo de sus años de existencia, acudieron al programa artistas de la época como Raffaella Carrà, Marujita Díaz, Emilio José, Sergio y Estíbaliz, María Ostiz, Camilo Sesto, Mireille Mathieu, France Gall, Miguel Ríos, Claudio Baglioni, Gilbert O'Sullivan, Rocío Jurado, Mike Kennedy, Patty Pravo, Dalida, Iva Zanicchi, Micky, Antonio Machín, Roberto Carlos, Nati Mistral, Karina, Salomé, Las Grecas, Marisol, Los 3 Sudamericanos, Manolo Otero o ABBA.